# Радом (Великопольське воєводство)
Радом (пол. Radom) — село в Польщі, у гміні Ричивул Оборницького повіту Великопольського воєводства.
Населення — 238 осіб (2011).
У 1975-1998 роках село належало до Пільського воєводства.

## Демографія
Демографічна структура станом на 31 березня 2011 року:
|          | Загалом | Допрацездатний вік | Працездатний вік | Постпрацездатний вік |
| -------- | ------- | ------------------ | ---------------- | -------------------- |
| Чоловіки | 126     | 31                 | 86               | 9                    |
| Жінки    | 112     | 29                 | 62               | 21                   |
| Разом    | 238     | 60                 | 148              | 30                   |